# 新基本法令

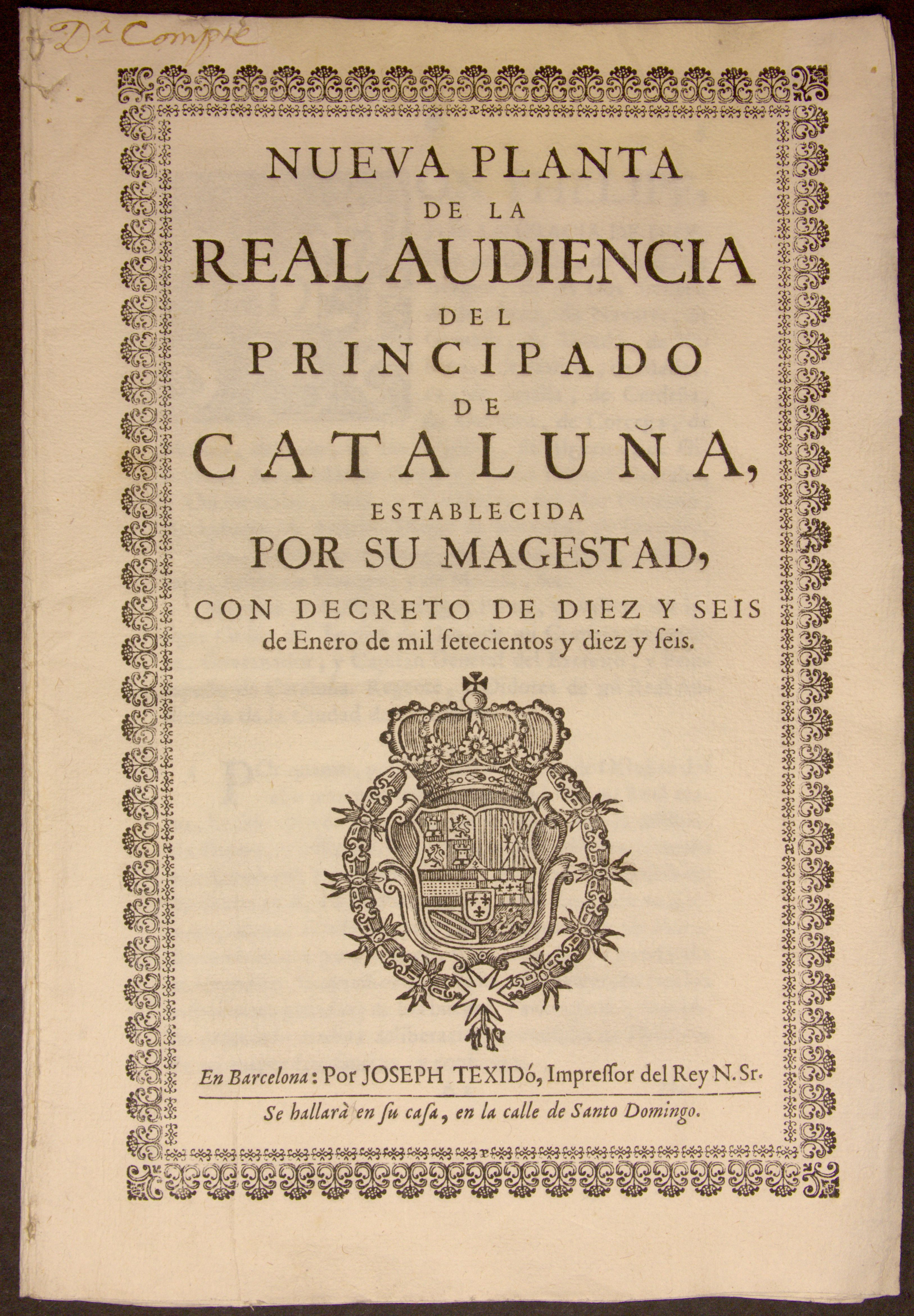
《新基本法令》的封面

《新基本法令》（西班牙語：Los Decretos de Nueva Planta，或縮寫為｢DNP」）是指西班牙國王腓力五世在1707至1716年間頒布的一系列法令，旨在重組原構成西班牙國家的各王國之地方架構和法律體系。通過該系列法令，菲利普五世得以廢除在西班牙王位繼承戰爭抵抗自己的亞拉岡王位領地的地方政治架構和法律，與此同時也重組卡斯提亞王冠領地的地方政治架構和地方市鎮的自治特權。該系列法案的條文，雖然只是宣示重組亞拉岡和卡斯提亞各地的皇家審問院的管轄區，而相應的地方機構則隨即裁撤而達致相關的重組。

## 緣由與效益

### 背景
西班牙王位繼承戰爭后，為换取欧洲列強支持和承认，西班牙雖然失去直布罗陀，但獲得列強支持进行政治统一。
出於對阿拉贡王冠諸領所展現的叛亂行為的憤怒——他們在戰爭期間支持了奧地利的查理對西班牙王位的宣稱——並以其故鄉法蘭西王國作為集權國家的典範，斐迪南五世（即腓力五世）廢除了幾乎所有曾屬於亞拉岡王冠的地區（包括阿拉貢王國、加泰隆尼亞親王國、瓦倫西亞王國與馬略卡王國）的機構、特權與古老的憲章（西班牙語：西班牙語：，加泰羅尼亞語：加泰隆尼亞語：）。根據法令，亞拉岡王冠轄下除阿蘭山谷之外的所有領土，均應依卡斯蒂利亞王冠的法律治理（1707年法令稱其為“宇宙中最值得讚美的法律”），使這些地區被納入一個嶄新且幾乎統一治理的集權化西班牙體制之中。
其他歷史地區（如納瓦拉王國與巴斯克地區）起初支持腓力五世，因他們認為他屬於納瓦拉國王亨利三世的血統。但在腓力五世出兵鎮壓巴斯克起義之後，他放棄了試圖廢除其自治法權的計劃。
廢除地方憲章的法令於1707年在瓦倫西亞王國與阿拉貢王國頒布，1715年擴及馬略卡王國，1716年則實施於加泰隆尼亞親王國。

### 影響
這些法令實際上創建了一個集權化的西班牙國家與國籍制度，通過廢除卡斯蒂利亞人與阿拉貢人、加泰隆尼亞人、瓦倫西亞人和馬略卡人之間的所有法律區別來實現。其中一項主要目標是取代原先屬於亞拉岡王冠各構成實體的行政與公法制度。其結果是，過去數世紀中發展起來的政治機構被廢除，包括各自的代議與立法機構，如阿拉貢議會、加泰隆尼亞議會與瓦倫西亞議會。自此之後，這些被廢止地區的議員將被召集至卡斯蒂利亞議會，該議會現在作為統一的西班牙議會（Cortes Generales）運作，惟納瓦拉除外。
這些法令亦抹除了所有內部邊界與關稅（除南部巴斯克地區外），並賦予新成立的西班牙國家之所有公民與美洲與西屬東印度殖民地進行貿易的權利，從此這些殖民地不再是卡斯蒂利亞王冠的專屬領域。
高級文官將直接由馬德里任命，而在新成為次級行政單位的地區內，大部分機構被裁撤。訴訟案件亦只能以卡斯蒂利亞語進行陳述與辯論，該語言成為唯一的政府行政語言，取代了拉丁語、加泰隆尼亞語與其他西班牙語言。然而，在巴利亞多利德法院的比斯開審判廳中，卡斯蒂利亞語作為單一行政語言的規定有一例外——允許使用巴斯克語。

## 法令在亞拉岡地方的施行
菲利普五世在取得西班牙王位繼承戰爭勝利後，隨即對亞拉岡地方頒布了該系列法案，以卡斯提爾的地方政治、行政和法律系統，取代亞拉岡原有的制度，廢除阿蘭谷以外的亞拉岡王位所領各個王國和封建諸侯領地的自治特權，並在所有政府機構統一使用卡斯提亞語。在王位繼承戰爭期間，幾乎所有亞拉岡地方都支持了菲利普的對手，奧地利的查理大公，因此該法案被認為是懲罰亞拉岡地方的措施，而法令第一條廢除的就是地方起兵的權利（derecho de conquista）。雖然這些法令明顯是仿照法蘭西斯一世當年在法國推行的中央集權措施，但西班牙早在17世紀就有奧利瓦雷斯公爵（Conde Duque de Olivares）企圖施行類似措施，最終引起1640年的戰爭。新基本法案的第一階段在1707年7月29日在亞拉岡和瓦倫西亞頒布，廢止了該兩個王國原有的立法和行政系統。

1711年4月3日，西班牙宮廷推出了新基本法案的第二階段的立法，設立薩拉哥薩按察使，以管轄亞拉岡地方的事務。雖然亞拉岡語在官方地位，特拉斯塔玛拉王朝已被卡斯提爾語取代，但機構改制和卡斯提爾語在民間推行的影響和其他地區一樣大。

## 備註
1. ↑  Stanley G. Payne. . A) History of Spain and Portugal – Vol. 2.   [2008-04-17]. （原始内容存档于2002-06-24）.
2. ↑  [(https://www.descobreixmenorca.com/en/british-menorca/) ] 请检查|url=值 (帮助). 已忽略文本“ Discovering Menorca ” (帮助)
3. ↑  [(https://web.archive.org/web/20070703081650/http://www.snae.org/badator.es.php) ] 请检查|archive-url=值 (帮助). [www.snae.org](http://www.snae.org).   [May 11, 2024]. 原始内容存档于July 3, 2007.
4. ↑  Historia de España Alfaguara. Tomo IV. El Antiguo Régimen: Los Borbones ‘’Gonzalo Anes’’. (Aianza Editorial. Madrid 1978)ISBN 84-206-2998-7
5. ↑  He juzgado conveniente... abolir y derogar enteramente, como desde luego doy por abolidos y derogados, todos los referidos fueros, privilegios, práctica y costumbre hasta aquí observadas en los referidos reinos de Aragón y Valencia;——
6. ↑  VICENTE DE VERA, Eduardo: El Aragonés: Historiografía y literatura, Mira, Zaragoza, 1992